# Jim Gary
James „Jim“ Gary (* 17. März 1939 in Sebastian, Florida; † 14. Januar 2006 in Freehold, New Jersey) war ein US-amerikanischer Bildhauer, der für seine großen, bunten Dinosaurier-Kreationen aus Autoteilen, sowie für seine architektonischen und landschaftlichen Monumentalarbeiten bekannt wurde.

## Leben und Karriere
Aufgewachsen in Colts Neck (New Jersey), verließ er seine Familie nach der Grundschule und schlug sich – zeitweise obdachlos – mit diversen Jobs durch. Nach dem Militärdienst bei der United States Navy, begann er erste Skulpturen mit architektonischen Elementen zu bauen, die er in New York ausstellen ließ. 
Der Bildhauer Jacques Lipchitz zeigte ihm eine Methode für die Produktion einer Skulptur einer Frau. Die Skulptur wurde ausgestellt und über seine eigene Galerie „Iron Butterfly“ verkauft. Er lehrte Studenten in seiner Galerie und verkaufte dort gleichzeitig Kunstwerke. Andere Künstler wie Gerald Lübeck, Jonathan Talbot und Virginia Laudano lehrte ebenfalls Studenten in der Galerie von Jim Gary. Schließlich schloss er die Galerie und arbeitete nur aus seinem Atelier. Er entwickelte eine Wanderausstellung bestehend aus vielen seiner großen Skulpturen, die Jim Gary's Twentieth Century Dinosaurs. Sein Publizist und Regisseur Studio Kafi Benz behält seine offizielle Webseite. Viele Skulpturen gewannen renommierte Preise. 
Jim Gary starb am 14. Januar 2006 nach einer Hirnblutung.